# 杜考
杜考，是匈牙利沃什州所辖的一个村，总面积15.24平方公里，总人口231，人口密度15.2人/平方公里（2010年1月1日）。